# Scott Parker (voetballer)
Scott Matthew Parker (Lambeth, 13 oktober 1980) is een Engels voetbaltrainer en voormalig voetballer die doorgaans als middenvelder speelde. Hij was van 1997 tot en met 2017 actief voor Charlton Athletic, Norwich City, Chelsea, Newcastle United, Westham United, Tottenham Hotspur en Fulham. Parker was van 2003 tot en met 2013 international in het Engels voetbalelftal, waarvoor hij achttien interlands speelde. Hij werd op 29 februari 2012 aanvoerder van het nationale elftal en bleef dat tot 28 augustus 2014, toen Wayne Rooney deze rol overnam.
Parker doorliep verschillende Engelse jeugdelftallen en speelde achttien interlands voor The Three Lions. Hij debuteerde op 16 november 2003 in de vriendschappelijke interland tegen Denemarken (2–3), evenals Glen Johnson (Chelsea). Parker viel in dat duel na zesenzestig minuten in voor aanvaller Wayne Rooney.
Parker maakte deel uit van de selectie voor het WK 2010, maar kreeg geen speelminuten tijdens het toernooi. Parker nam met Engeland deel aan het EK voetbal 2012 in Polen en Oekraïne, waar de ploeg van bondscoach Roy Hodgson in de kwartfinales na strafschoppen (2–4) werd uitgeschakeld door Italië. In de reguliere speeltijd plus verlenging waren beide teams blijven steken op 0–0.
In 2011 werd hij door de Engelse pers verkozen tot Beste Speler van het Seizoen. Parker werd door de journalisten geprezen om zijn inzet en professionalisme.
In juni 2017 beëindigde Parker op 36-jarige leeftijd zijn professionele voetballoopbaan.

## Trainerscarrière
In februari 2019 werd Parker aangesteld als trainer van Fulham. Onder leiding van Parker wist Fulham FC op 4 augustus 2020 promotie naar de Premier League af te dwingen na een 1–2 overwinning op Brentford in de finale van de play-offs. Op 2 september 2020 maakte Fulham bekend Parker te belonen voor zijn prestaties bij de club met een contractverlenging tot medio 2023. Hij degradeerde echter na een seizoen met Fulham uit de Premier League. Op 1 juli 2021 werd bekend dat Parker een aanbieding van Bournemouth had geaccepteerd. Hij werd bij Fulham opgevolgd door Marco Silva. Op 31 december 2022 werd hij aangesteld als de nieuwe trainer van Club Brugge. Hij nam het over van Carl Hoefkens. Op 8 maart 2023 werd hij ontslagen, nadat hij slechts twee van de twaalf wedstrijden wist te winnen tussen 31 december 2022 en 8 maart 2023.

## Erelijst
Als speler
 Charlton Athletic
- Football League First Division: 1999/00

 Newcastle United
- UEFA Intertoto Cup: 2006

Als trainer
 Fulham
- Promotie naar Premier League via play-offs: 2019/20